# 金惠仁
金惠仁（韓語：김혜인，1993年1月16日—），韓國女演員。於機智醫生生活系列中飾演「明恩媛」一角而為人熟知。

## 影視作品

### 劇集
| 年份 | 播放平台 | 劇名                         | 角色   | 備註  |
| 2016 | tvN      | 《明星夥伴》                 | 徐智安 | [ 3 ] |
| 2017 | tvN      | 《Drama Stage—去郊遊的日子》 | 吳敏珠 | [ 4 ] |
| 2020 | tvN      | 《機智醫生生活》             | 明恩媛 | [ 5 ] |
| 2021 | JTBC     | 《前輩，那支口紅不要塗》     | 姜秀美 | [ 6 ] |
| 2021 | tvN      | 《機智醫生生活2》            | 明恩媛 |       |
| 2021 | tvN      | 《柔美的細胞小將》           | 洪娜莉 |       |
| 2025 | tvN      | 《機智住院醫生生活》         | 明恩媛 | [ 7 ] |

### 電影
| 年份 | 片名           | 角色       | 備註  |
| 2015 | 《逆倫王朝》   | 中殿候選人 |       |
| 2017 | 《一定要抓住》 | 金智恩     | [ 8 ] |
| 2019 | 《零下的風》   | 酒吧兼職生 |       |

## 外部連結
- 金惠仁的Instagram帳戶
- 金惠仁在NAVER上的资料
- 金惠仁在Daum上的资料
- 金惠仁在互联网电影资料库（IMDb）上的資料（英文）
- 金惠仁在HanCinema的頁面（英文）